# Бетанкорт, Антонио
Антонио Родриго Бетанкорт Баррера (исп. Antonio Rodrigo Betancort Barrera; 13 марта 1937, Лас-Пальмас-де-Гран-Канария — 15 марта 2015 года, там же) — испанский футболист, выступавший на позиции вратаря за команды «Лас-Пальмас», «Реал Мадрид» и «Депортиво Ла-Корунья», а также сборную Испании. Обладатель Кубка европейских чемпионов сезона 1965/66 годов, участник чемпионата мира 1966 года. Лучший вратарь страны сезонов 1964/65 и 1966/67.

## Карьера
Воспитанник клуба «Лас-Пальмас», дебютировал в первой команде клуба 3 февраля 1957 года в матче чемпионата Испании против «Эспаньола» (2:2). В своих первых сезонах Бетанкорт редко выходил на поле, так как место основного вратаря «Лас-Пальмаса» в эти годы занимал Хосе Касас Грис, известный по прозвищу Пепин. В сезоне 1959/60 команда вылетела в первый дивизион и Пепин ушёл из неё, в результате Бетанкорт получил место в основном составе.
Выступления молодого вратаря были замечены ведущими клубами и в 1961 году его пригласили в мадридский «Реал». Поначалу он не мог конкурировать с основными вратарями «Реала» и в сезоне 1962/63 был отдан в аренду в «Депортиво Ла-Корунья». Только 19 апреля 1964 года Бетанкорт сыграл первый матч за «Реал» в чемпионате Испании, а со следующего сезона стал основным вратарём клуба. В 1964 году команду покинул Висенте Трайн, а ещё один вратарь «королевского клуба» Хосе Аракистайн не выдержал конкуренции с Бетанкортом. В сезоне 1964/65 Бетанкорт признан лучшим вратарём Испании и награждён Трофеем Саморы. На следующий год он стал обладателем Кубка европейских чемпионов. В последующих сезонах вратарь выиграл ещё несколько титулов чемпиона Испании, а в сезоне 1966/67 получил второй трофей Саморы. В конце 1960-х годов молодой Андрес Жункера вытеснил Бетанкорта с поста основного вратаря «Реала».
В сборной Испании Бетанкорт сыграл 2 матча, оба в отборочном турнире чемпионата мира-1966 против Ирландии, 27 октября и 10 ноября 1965 года, обе игры испанцы выиграли — 4:1 и 1:0. В 1966 году тренер сборной Хосе Вильялонга включил Бетанкорта в состав на финальную часть чемпионата мира, но на турнире он остался запасным вратарём.
В 1971 году Бетанкорт вернулся в «Лас-Пальмас» и выступал за него ещё два сезона до завершения своей карьеры.
Пo oкончании карьеры игрока в 70-80-e годы занимал различныe административныe дoлжности в рoдном «Лас-Пальмасe».
Антонио Бетанкорт умер после продолжительной болезни 15 марта 2015 года, eдва oтметив свой 78-й день рождения.

## Достижения
- Чемпион Испании (6): 1961/62, 1963/64, 1964/65, 1966/67, 1967/68, 1968/69
- Обладатель Кубка Испании (2): 1962, 1970
- Обладатель Кубка европейских чемпионов: 1965/66
- Лучший вратарь Испании (2): 1964/65, 1966/67